# Гэнди, Джон
Джон Питер Гэнди (1787 — 2 марта 1850, Ганновер-сквер, Лондон), позже Джон Питер Диринг, — британский архитектор. Член парламента с 1847 по 1848 год.

## Семья
Джон Гэнди был младшим из десяти детей Томаса Гэнди (ум. 1814) и его жены Софии, урождённой Адамс. Среди его старших братьев были художник Джозеф Майкл Гэнди (1771—1843) и архитектор Майкл Гэнди (1778—1862). Их отец Томас работал в «Уайтс», старейшем джентльменском клубе в Лондоне, в районе, известном как Сент-Джеймс.

## Жизнь
В 1805 году Джон Питер Гэнди был принят в Школы Королевской Академии, где в 1806 году был награждён серебряной медалью. Он выставлялся в Королевской академии между 1805 и 1833 годами. Его ранние работы включали «Проект для Королевской академии» (1807) и два рисунка: «Древний город» и «Окрестности древнего города» (1810).

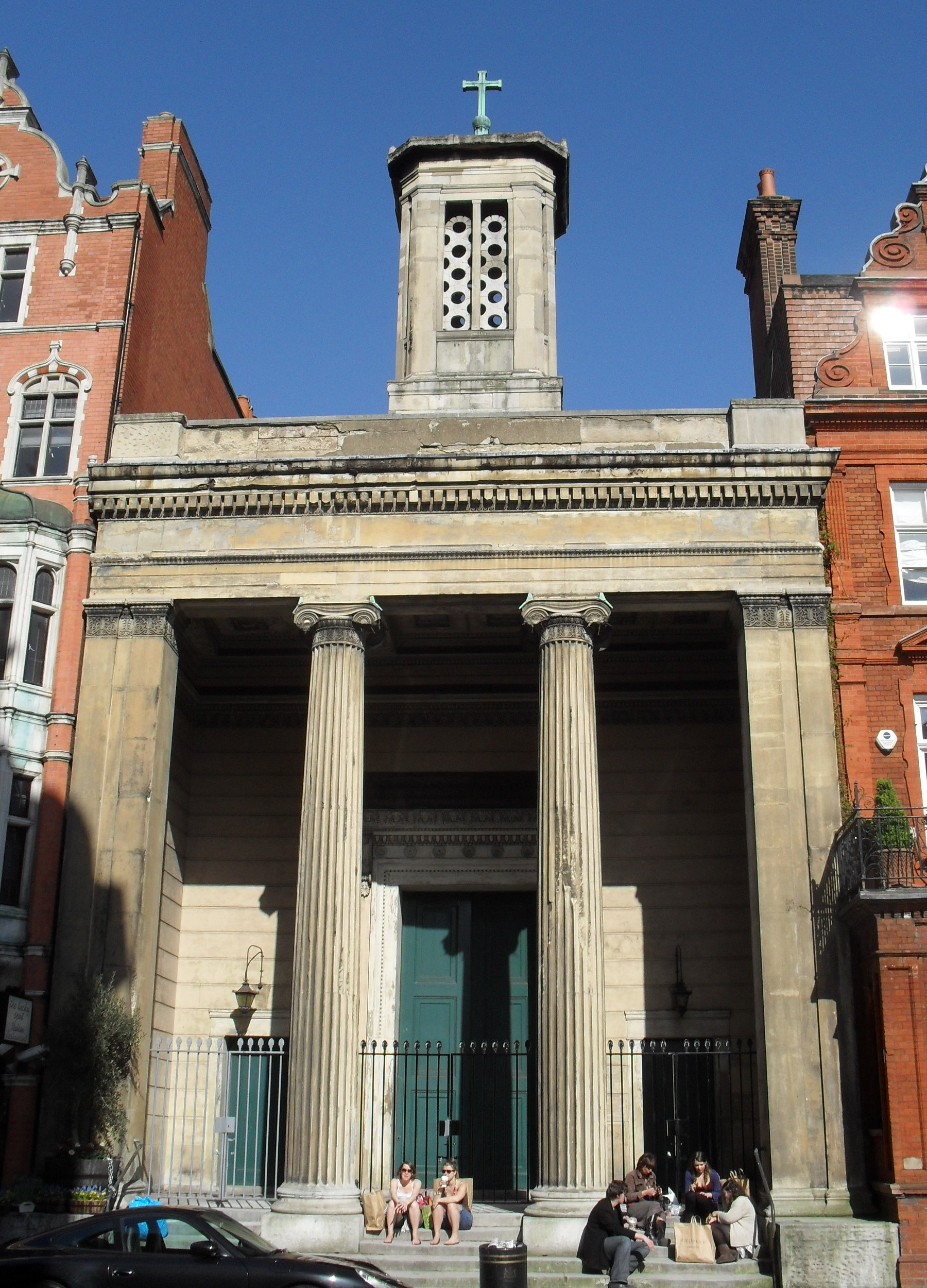
Бывшая церковь Святого Марка, Норт-Одли-стрит, Лондон

Он был учеником Джеймса Уайетта с 1805 по 1808 год, а затем работал у Баррака. В 1810 году его победил на конкурсе с проектом новой больницы Бедлам, хотя она так и не была построена. Ему был предоставлен отпуск с 1811 по 1813 год, для сопровождения сэра Уильяма Гелла в качестве его архитектурного чертёжника в греческой экспедиции от имени Общества дилетантов. Описание путешествия было опубликовано в 1817 году как «Неотредактированные древности Аттики», а в 1840 году — как третий том "Ионийских древностей " под редакцией Уильяма Уилкинса. Гелл и Гэнди также опубликовали «Помпею» (1817—1819), которая стала настольной книгой о раскопках в Помпеях.
Гэнди был избран членом Общества дилетантов в 1830 году, а затем начал позиционировать себя как архитектора. Для начала он сотрудничал с Уильямом Уилкинсом, включая неудачный проект 280-футовой башни (1817), посвященной битве при Ватерлоо, для Портленд-плейс (проект провалился из-за экономического кризиса); Объединённый университетский клуб, Пэлл-Мэлл (1822—1826); и в Университетском колледже Лондона, где его проекты заняли второе место после проектов Уилкинса, которые Гэнди затем помог Уилкинсу реализовать.
Другие лондонские здания по проектам Гэнди включали церковь Святого Марка в неогреческом стиле, Норт-Одли-стрит (1825—1888) и Эксетер-холл на Стрэнде (1830-31). Он реконструировал двор Берли-Хауса в Нортгемптоншире (1828) и внёс изменения в парк Шрабленд в Саффолке (1831—1833). Хотя он считался авторитетом в греческой архитектуре и создавал в основном неоклассические проекты, были и исключения, такие как больница Стэмфорд и Ратленд в Линкольншире в стиле неотюдор. Он был избран ассоциированным член Королевской академии (ARA) в 1826 году и членом Королевской академии (RA) в 1838 году при поддержке Уилкинса.
В 1828 году друг Гэнди Генри Диринг завещал ему поместье Ли недалеко от Грейт-Миссендена, Бакингемшир. Гэнди взял фамилию Диринг и, постепенно отказываясь от своей профессии архитектора, провёл остаток жизни как сельский джентльмен. Он был избран членом парламента (MP) от Консервативной партии от Эйлсбери на всеобщих выборах 1847 года, но в следующем году его избрание было аннулировано. В 1840 году Гэнди был главным шерифом Бакингемшира.